# Liste der Offshore-Windparks in Polen
Die Windparks sind zunächst in betriebene, in Bau befindliche und geplante Windparks gegliedert. Anschließend sind die Windparks nach ihrem (geplanten) Fertigstellungsdatum und danach alphabetisch geordnet.
| Name                | Leistung (MW) | Windkraftanlagentyp (Leistung, Rotordurchmesser) | Anzahl WKAs | Koordinaten                  | Status             | Inbetriebnahme (Jahr) | Quellen, Anmerkungen |
| ------------------- | ------------- | ------------------------------------------------ | ----------- | ---------------------------- | ------------------ | --------------------- | --- |
| Ostsee              |               |                                                  |             |                              |                    |                       | |
| Baltic Power        | 1140          | Vestas V236-15.0 MW (15,0 MW, 236,0 m)           | 76          | 55° 3′ 0″ N, 17° 38′ 38″ O   | in Bauvorbereitung | (2026)                | 25. September 2023: endgültige Investitionsentscheidung getroffen. 23. Januar 2025: Fertigstellung zweier Offshore-Umspannstation |
| Bałtyk Środkowy II  | 720           | Siemens Gamesa SG 14.0-236 DD (15,0 MW, 236,0 m) | 48          | 55° 5′ 35″ N, 16° 41′ 24″ O  | in Planung         | (2027)                | 5. Mai 2021: Equinor und Polenergia erhalten Zuschlag bei Ausschreibung                                                           |
| Bałtyk Środkowy III | 720           | Siemens Gamesa SG 14.0-236 DD (15,0 MW, 236,0 m) | 48          | 54° 59′ 38″ N, 16° 41′ 24″ O | in Planung         | (2027)                | 5. Mai 2021: Equinor und Polenergia erhalten Zuschlag bei Ausschreibung                                                           |
| B&C-Wind            | 369,5         |                                                  |             | 55° 4′ 59″ N, 18° 1′ 23″ O   | in Planung         | (2027)                | 30. Juni 2021: EDP Renewables und Engie erhalten Zuschlag bei Ausschreibung                                                       |
| Baltica 2           | 1500          |                                                  |             | 55° 4′ 5″ N, 17° 2′ 46″ O    | in Planung         | (2027)                | 8. April 2021: Ørsted und PGE erhalten Zuschlag bei Ausschreibung                                                                 |
| Baltica 3           | 1000          |                                                  |             | 55° 3′ 22″ N, 17° 27′ 36″ O  | in Planung         | (2029)                | 8. April 2021: Ørsted und PGE erhalten Zuschlag bei Ausschreibung                                                                 |
| FEW Baltic II       | 350           | Siemens Gamesa SG 14.0-236 DD (14,0 MW, 236,0 m) | 25          | 55° 4′ 59″ N, 17° 22′ 41″ O  | in Planung         | (2030)                | 8. April 2021: RWE erhält Zuschlag bei Ausschreibung                                                                              |